# Spirobolellus dorsetti
Spirobolellus dorsetti är en mångfotingart som först beskrevs av Loomis 1934.  Spirobolellus dorsetti ingår i släktet Spirobolellus och familjen slitsdubbelfotingar. Inga underarter finns listade i Catalogue of Life.